# Melissa Naschenweng
Melissa Naschenweng (née le 11 juillet 1990 à Villach) est une chanteuse autrichienne.

## Biographie
Melissa Naschenweng apprend dès l'âge de six ans l'accordéon de Styrie avec son père Andreas Müllmann puis à huit ans, elle s'initie à la guitare. Elle fait sa première apparition sur scène avec le groupe de son père Wolayersee Echo. Après la maturité, elle entame des études de droit de Graz qu'elle arrête cependant.
En 2010, elle termine deuxième du concours Melodien der Alpen. À l'automne 2012, elle apparaît dans Musikantenstadl et remporte le concours des jeunes talents. En 2014, elle vient à Herz von Österreich. En 2016, elle est présente au Donauinselfest et aux festivals d'hiver et d'été de Wenn die Musi spielt.

## Discographie
Albums
- 2012 : Oanfoch schen, oanfoch du (Obermain)
- 2014 : Gänsehautgefühl (Telamo)
- 2017 : Kunterbunt (Ariola)
- 2019 : Wirbelwind (Ariola)
- 2020 : LederHosenRock (Ariola)

Singles
- 2015 : Federleicht
- 2016 : Die ganze Nacht
- 2017 : Braungebrannte Haut
- 2018 : Ich will ’nen Bauern als Mann
- 2018 : Gott is a Dirndl
- 2018 : Die Nachbarin
- 2018 : So a Wunder
- 2019 : I steh auf Bergbauernbuam
- 2019 : Schutzengerl
- 2020 : Dein Herz verliert
- 2020 : Difigiano
- 2021 : Blödsinn im Kopf
- 2021 : Traktorführerschein

## Source de la traduction
- (de) Cet article est partiellement ou en totalité issu de l’article de Wikipédia en allemand intitulé « Melissa Naschenweng » (voir la liste des auteurs).